# Gradac (Hadžići)
Pour les articles homonymes, voir Gradac.
Gradac (en cyrillique : Градац) est un village de Bosnie-Herzégovine. Il est situé dans la municipalité de Hadžići, dans le canton de Sarajevo et dans la fédération de Bosnie-et-Herzégovine. Selon les premiers résultats du recensement bosnien de 2013, il compte 295 habitants.

## Histoire
Le site historique de Gradac est inscrit sur la liste des monuments nationaux de Bosnie-Herzégovine : il comprend des vestiges de fortifications préhistoriques, des monuments romains, une forteresse médiévale, les fondations d'une église médiévale et une nécropole avec des stećci, un type particulier de tombes du Moyen Âge.

## Démographie

### Évolution historique de la population
| 1948 | 1953 | 1961 | 1971 | 1981 | 1991 | 2013 |
| ---- | ---- | ---- | ---- | ---- | ---- | ---- |
| -    | -    | 157  | 197  | 208  | 249  | 295  |

|  |